# Petraliphas
Les Petraliphas (en grec : Πετραλ[ε]ίφας) est une famille aristocratique byzantine d'origine italienne.

## Histoire
L'ancêtre de la famille est Pierre, un normand d'Alife qui vient sur le territoire de l'empire sous la direction de Robert Guiscard lors de la bataille de Dyrrachium (1081) avant d'entrer au service d'Alexis Ier Comnène. Sous le règne de Manuel Ier Comnène, Alexis et Nicéphore deviennent généraux. Bien que leurs liens familiaux soient inconnus, ils sont peut-être deux des quatre frères Pétraliphas originaire de Didymotique mentionnés par Nicétas Choniatès.
Cette origine italienne (Alife, près de Caserte) de la famille Petraliphas, a été affirmée par quelques historiens qui, malheureusement ne citent pas toujours des sources très anciennes. 
En remontant aux textes des contemporains, notamment ceux de la première croisade : l'historien byzantin Nicétas Choniatès (1155-1217), l'historienne Anne Comnène (1083-1118) fille de l'empereur Alexis 1er, le croisé et chroniqueur franc Guibert de Nogent (1055-1125), l'historien anglo-normand Ordéric Vital (1075-1143) ou encore la Gesta Francorum, chronique anonyme de cette 1re croisade écrite de 1099 à 1101, et bien d'autres encore, c’est du comté de Provence et plus précisément d’Aups que Pierre Petraliphas semble originaire. 
Parti guerroyer en Italie du sud avec Robert « Guiscard » de Hauteville, passé ensuite au service de l’empereur byzantin Alexis 1er Comnène, Pierre d’Aulps, accompagna la 1re croisade afin de récupérer les villes reconquises par les croisés pour le compte d’Alexis. C’est ainsi qu’il devint prince de Comana (près de Césarée, en Cappadoce). Devenu, sous le nom de Petraliphas, un haut dignitaire de la cour byzantine, il fonda une famille dont on retrouve les traces, pendant près de deux siècles, notamment aux marges de l’empire : au siège de Corfou ou quatre de ses fils périrent noyés, en Épire, en Morée, en Achaïe et en Thrace.
La famille gagne en importance à la fin du XIIe siècle et lors de la première moitié du XIIIe siècle. Le sébastocrator Jean Pétraliphas de Thessalie et de Macédoine joue un rôle important dans la déposition d'Isaac II Ange en 1195. Nicéphore Comnène Pétraliphas, lui aussi sébastocrator, est attesté en 1200,. La sœur de Jean, Marie, se marie au despote d'Épire Théodore Doukas tandis que Théodora, la fille de Jean, se marie à Michel II Comnène Doukas. Théodore, le fils de Jean est marié à la fille de Démétrios Tornikès, un des ministres de Jean III Doukas Vatatzès. Il joue un rôle important dans le conflit entre Épirotes et Nicéens dans les années 1250. Il finit par se rallier au despotat d'Épire. Le mariage d'Alexis le Slave, un vassal de l'empereur Henri de Flandres avec une femme de la famille Petraliphas est rapporté par Georges Akropolitès. Celle-ci pourrait être une autre fille de Jean. Une branche de la famille est attestée dans l'Empire de Nicée avec l'existence d'un autre Jean qui est megas chartoularios (grand chartulaire) et commandant militaire à la fin des années 1230,.